# Deutsche Linoleum-Werke

Aktie der Deutschen Linoleum-Werke von 1933

Die Deutsche Linoleum-Werke AG (danach: Armstrong DLW GmbH, danach: DLW Flooring und seit März 2018 Gerflor DLW GmbH), kurz DLW, mit seiner Produktionsstätte in Delmenhorst ist die letzte noch aktive deutsche Linoleumfabrik und einer der weltweit drei letzten Hersteller von Linoleum.

## Geschichte
Die DLW wurde 1926 in Berlin durch den Zusammenschluss fünf deutscher Linoleumfabriken gegründet („Hansa“, „Anker“ und „Schlüssel“ in Delmenhorst, Adler-Werke in Maximiliansau, Deutsche Linoleum- und Wachstuch-Compagnie in Berlin-Neukölln). Zwei Jahre später war sie 1928 neben der schwedischen Linoleum Aktiebolaget Forshaga und der Schweizer Linoleum AG Giubiasco einer der Gründer der Continentalen Linoleum Union, aus der sie dann Ende der 1930er Jahre aus politischen Gründen wieder ausschied. 1938 verlegte das Unternehmen, dessen Vorstand ab 1938 Walter H. Schaechterle (* 1913 in Stuttgart) angehörte, seinen Sitz nach Bietigheim.
Während des Zweiten Weltkriegs waren rund 500 Zwangsarbeiter im Werk in Bietigheim beschäftigt. Die Zwangsarbeiter kamen mit Sammeltransporten im Durchgangslager Bietigheim an und wurden in einem unternehmenseigenen Barackenlager auf dem unmittelbar an die Fabrik grenzenden Sportplatz untergebracht. Die Deutsche Linoleum-Werke AG gehörte während der Zeit des Nationalsozialismus zu den deutschen Unternehmen, die ihre Materialien von KZ-Häftlingen im Konzentrationslager Sachsenhausen testen ließen. Dabei mussten die Häftlinge im sogenannten Schuhläufer-Kommando eine mit unterschiedlichen Belägen ausgestattete 700 Meter lange Teststrecke mehrmals bis zu 40 Kilometer zurücklegen. Die Dauerläufe waren de facto Todesmärsche, da die Läufer erschossen wurden, wenn sie infolge von Ermüdung zusammenbrachen.
In den 1960er Jahren kam es aufgrund der Verdrängung des Linoleums durch PVC und ähnliche Materialien als Bodenbeläge zu einem weitgehenden Produktionsrückgang, auch die Produktion verwandter Werkstoffe wie Stragula wurde eingestellt. Einziger Produktionsstandort ist seit 1968 Delmenhorst. In den 1970er Jahren sanken die Produktionszahlen bis auf nur noch 150.000 Quadratmeter jährlich. Erst mit dem zunehmenden Interesse an Linoleum seit Mitte der 1980er Jahre wuchs das Unternehmen wieder.
1996 gingen die DLW ein Joint Venture mit dem indischen Konzern Birla Corporation Limited ein. Ziel war es, mit der Birla-DLW Ltd. ein Unternehmen zum Vertrieb und zur Produktion von ökologischem Linoleum in Indien aufzubauen. Nach 10 Jahren zog sich DLW aus dem Unternehmen zurück, Birla-DLW firmiert heute als Budge Budge Floorcoverings Ltd., Linoleum wird nicht produziert.
1998 übernahm der US-amerikanische Konzern Armstrong World Industries die Aktienmehrheit an dem mit 125 Millionen D-Mark verschuldeten Unternehmen, die vorher unter anderem in Händen der Allianz Deutschland AG sowie der Baden-Württembergischen Bank lag.
Anschließend wurde die DLW Aktiengesellschaft in Armstrong DLW AG umfirmiert. Am 2. Dezember 2005 beschloss die Hauptversammlung den Squeeze-out zu 2,11 Euro je Aktie. In einem Prozessvergleich am 23. Januar 2006 wurde die Barabfindung von 2,11 Euro um 0,44 Euro auf 2,55 Euro je Aktie erhöht.
In Deutschland sind die DLW heute Marktführer mit einem Marktanteil von 54 Prozent, international stehen sie hinter der Forbo Holding auf Platz 2 mit 26 %. Im Jahr 2002 wurden dabei rund 12 bis 13 Millionen Quadratmeter produziert.
Schon in mehreren der Vorgängerunternehmen gab es seit der Jahrhundertwende eine starke Verbindung zu moderner Kunst und modernem Design, an der sich zahlreiche bekannte Künstler, Architekten (u. a. Peter Behrens, Heinz Stoffregen, Carl Eeg) und Designer beteiligten. In der Zeit des Nationalsozialismus riss diese Verbindung ab. Die Wiederbelebung dieser Tradition ab 1957 blieb auf Grund des Einbruchs des Marktes nur kurzlebig; erst ab den 1980er und 1990er Jahren konnte daran wieder angeknüpft werden.
Am 11. August 2009 beschloss die Hauptversammlung der Armstrong DLW AG die formwechselnde Umwandlung in die Armstrong DLW GmbH. Im Dezember 2014 stellte das Unternehmen einen Insolvenzantrag. Durch Beschluss des Insolvenzverwalters vom 23. Juni 2015 wurde die Armstrong DLW GmbH in ADLW Abwicklungs GmbH umfirmiert. Im Juni 2015 wurde das Weiterbestehen durch die niederländische Fields Beteiligungsgruppe unter dem Namen DLW Flooring gesichert.

Die DLW Flooring wiederum hat am 12. Oktober 2017 einen Antrag auf Insolvenz gestellt. Am 11. Januar 2018 wurde bekannt, dass der Standort Bietigheim-Bissingen geschlossen wird, da sich kein Investor fand.
Am 1. März 2018 wurde das Linoleum-Werk in Delmenhorst offiziell von der französischen Gerflor-Gruppe übernommen und produziert fortan unter dem Namen Gerflor DLW GmbH.